# アボガドロ定数
アボガドロ定数（アボガドロていすう、英: Avogadro constant ）は、国際単位系 (SI)において定義されている定数で、物質量（分子、原子、イオンなどの個数）の単位モル(mol)を定義するために用いられる。記号はNA または Lで表す。
アボガドロ定数は歴史的には分子量1の分子1グラム分の物質量を想定したもので、2019年までは0.012 kgの炭素12に含まれる原子の数として定義されていた。
2019年のSIの改定以降、アボガドロ定数は正確に6.02214076×1023 mol−1と定義されている。
物質量の単位モル(mol)は
モル=粒子の個数/アボガドロ定数
により定義されている。

## アボガドロ定数とアボガドロ数
アボガドロ定数を単位 mol−1 で表したときの数値は、アボガドロ数（アボガドロすう）と呼ばれる。
すなわち、
- アボガドロ定数（英: Avogadro constant） NA = 6.02214076×1023 mol−1
- アボガドロ数（英: Avogadro number） 6.02214076×1023 （無次元量）

アボガドロ数は正確に上記の値であるので、24桁の整数であり、正確に、602214076000000000000000 である。

## 歴史

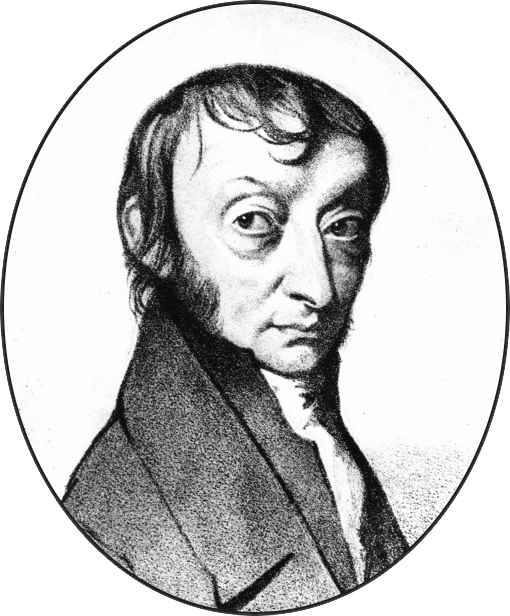
アメデオ・アヴォガドロ

定数の名称は、イタリア出身の化学者、アメデオ・アヴォガドロにちなんだものである。アヴォガドロは、気体の体積は（同一の気圧かつ同一の温度の下では）気体の種類に関わらずそれに含まれる原子または分子の数に比例することを1811年に初めて発見した（アボガドロの法則）。1909年、フランスの物理学者であるジャン・ペランがアヴォガドロにちなんで定数の名前を付けることを提案した。ペランは、いくつかの異なる方法でアボガドロ定数を決定した業績により、1926年にノーベル物理学賞を受賞した。
アボガドロ定数の値は、ドイツの物理学者、ヨハン・ロシュミットによって初めて示された。彼は1865年に、与えられた体積の気体中の粒子の数を計算することと等価の方法によって、空気中の分子の平均直径を推定した。この値、理想気体中の粒子の数密度 n0 は、彼の名前をつけて現在はロシュミット数と呼ばれており、アボガドロ定数 NA とは次の関係がある。
{\displaystyle n_{0}={\frac {p_{0}N_{\rm {A}}}{RT_{0}}}}
ここで、p0 は圧力、 R は気体定数、 T0 は絶対温度である。ロシュミット数との関連は、アボガドロ定数に使用されることがある記号 L の起源であり、ドイツ語圏においてはアボガドロ定数のことも「ロシュミット数」と呼ぶことがあり、つける単位によって区別をする。
アボガドロ定数を正確に決定するには、同じ測定単位を使用して、原子スケールと巨視的スケールの両方で同一の量を測定する必要がある。これは、1910年にアメリカの物理学者、ロバート・ミリカンが電子の電荷を測定したときに初めて可能になった。電子1モルあたりの電荷はファラデー定数と呼ばれる定数で、マイケル・ファラデーが電解に関する研究を発表した1834年から知られていた。1モルの電子の電荷（ファラデー定数）を1つの電子の電荷（電気素量）で割ることによって、アボガドロ定数の値が得られる。1910年、より新しい計算によりファラデー定数と電気素量の値がより正確に決定された（下記の#測定節を参照）。
ペランは元々アボガドロ数(N)を酸素1グラム分子（周期表の定義によれば正確に32グラム）中の分子の数を指す値として提案した。
1969年のIUPAC総会で「アボガドロ数」から「アボガドロ定数」に名称が変更された。
1971年にモルを国際単位系(SI)の基本単位として導入するのに伴い、アボガドロ数は単なる数ではなく毎モル(mol−1)の単位を有する定数となった。
2018年11月のCGPMの決議により、2019年5月にモルの定義が変更され、その中で「アボガドロ定数」の定義と「アボガドロ数」の定義が明確になった。

### 2019年の再定義
旧来の定義では、物質量の単位モルの定義はキログラムに関連づけられていた。2019年5月20日から施行された新しい定義では、この関連性を解消し、系に含まれる構成要素の数を定義値とすることでモルを定義する。
旧定義: モルは、0.012 kgの炭素12に含まれる原子と等しい数の構成要素を含む系の物質量である。モルを使うときは、構成要素が指定されなければならないが、それは原子、分子、イオン、電子、その他の粒子またはこの種の粒子の特定の集合体であってよい。
この新定義を受けて、日本の計量法におけるモルの定義は、次のようになった。
この新しい定義によって、モルはキログラムの定義に依存しないものになった。
この再定義により、12C原子のモル質量、統一原子質量単位（ダルトン）、キログラム、アボガドロ定数の間の関連性はなくなった。
モル質量定数は、以前の定義では正確に 1 g/mol であった。しかし2019年5月20日に、モルの定義が変更されたので、モル質量定数は定義値ではなくなり、実験値となった。その値は、0.99999999965(30) g/mol である。
また、1 molの炭素12の質量（molar mass of carbon-12）も12 gではなくなり、11.9999999958(36) g という実験値となった。

## 測定
現在はSIにおいて不確かさのないアボガドロ定数であるが、定義値となる以前の測定の仕方として、初期のものとしてはヨハン・ロシュミット (J. J. Loschmidt) による気体の分子数の測定（最初の測定、1865年）や、ブラウン運動から求められていたが、定義値となる直近では以下の方法が用いられていた。
1. ファラデー定数と素電荷との比から求める。
2. プロトン（陽子）の核磁気回転などから求める。
3. X線回折と結晶の密度から求める。
4. X線と光干渉計を組み合わせた実験による測定（単結晶の格子定数を精密に求める）。

以上のうち、最後の方法が他のものより若干精度的に優れている。問題は現実の結晶には不純物や欠陥があることで、これが格子定数の精度を落としている。いかに完全結晶に近い結晶を作成し、観測するかが求めるアボガドロ定数の精度の鍵となっている。
現在の技術で製造可能な結晶中、もっとも不純物が少なく、且つ欠陥も少ない結晶は単結晶シリコンである。28Si製単結晶の格子定数 a をX線干渉計で計測し、 この単結晶から作った真球の体積と質量から密度 ρ を計測すると、28Siのモル質量 M およびシリコン単位格子中の原子数 n を用いて、アボガドロ定数 NA = nM/ρa3 を 10−8 の相対不確かさで決定できる。この方法により測定された値 6.02214078(18)×1023 mol−1 が2011年1月に発表された。

## その他
- 人類の歴史を通じて全ての計算機で行われた演算の回数は，西暦2000年の世紀の変わり目において、およそ1モル回であるというのである。すなわちアボガドロ数 6 × 1023 (およそ 1024 とみよう)がその回数である。ここで演算とは and などの論理演算に加えて、たし算、かけ算などを含む基本的な演算のことを指している。[22]